# آرمنیا (کیندیو)
آرمنیا (کیندیو) (به اسپانیایی: Armenia, Colombia) یک سکونتگاه مسکونی در کلمبیا است که در بخش کیندیو واقع شده‌است.
در مورد ریشه نام شهر تفسیرهای مختلفی وجود دارد. این نام در سال ۱۸۸۰ از املاک متعلق به ارامنه گرفته شد، ۹ سال بعد شهرک جدید به افتخار رئیس‌جمهور وقت کارلوس اولگین مالارینو، ویلا اولگی (اسپانیایی: Villa Holguin‎) نامگذاری شد. سالها پس از کشتار حمیدیه، سپس پس از نسل‌کشی ارامنه در سال ۱۹۱۵، این شهر به یاد ارامنه شهید به آرمنیا تغییر نام یافت. در سال ۱۹۷۲، بازرگانان ارمنی در کالیفرنیا یک سازمان خیریه در این شهر تأسیس کردند.
مرکز زمین لرزه ای بزرگ در کلمبیا در سال ۱۹۹۹ شهر آرمنیا بود. پس از فاجعه، این شهر از کشورهای مختلف کمک گرفت، اما حمایت ارامنه به ویژه بسیار زیاد بود.
در آن سال‌ها، ارنستو سامپر، رئیس‌جمهور کلمبیا از کمک ارامنه قدردانی کرد. وی گفت: ما از ارمنیانی که در آن شرایط سخت به ما کمک کردند سپاسگزاریم. کمک ارامنه صرفاً کمک مالی نبود. گروه‌های بزرگی از ارامنه-آرژانتین در بازسازی شهر مشارکت داشتند.
طبق سنت ، شهر آرمنیای کلمبیا ۲ نام دارند. نام دوم آرمنیا «شهر عجایب» است. فضای مهمان نوازی و دوستی معمولی ارمنی‌ها همیشه در اینجا حاکم است. بسیاری از ساکنان سایر شهرهای کلمبیا ترجیح می‌دهند تعطیلات آخر هفته خود را در آرمنیا برگزار کنند.

## خصوصیات
آرمنیا ۱۴۰ کیلومترمربع مساحت و ۲۹۲٬۰۰۸ نفر جمعیت دارد و ۱٬۵۵۱ متر بالاتر از سطح دریا واقع شده‌است.